# Jan de Jonge
Jan de Jonge (Emmen, 8 mei 1963) is een Nederlands oud-voetballer en voetbaltrainer.

## Carrière

### Als speler
De Jonge was voor zijn werkzaamheden als (assistent-)trainer als speler actief op de Nederlandse velden. Tot 1982 voetbalde hij voor de amateurclub CVV Germanicus uit Coevorden. Tussen 1982 en 1984 speelde hij voor FC Groningen, daarna vertrok hij voor vijf seizoenen naar sc Heerenveen. In 1989 ging hij spelen voor Emmen, waar de voormalige aanvaller zijn carrière afsloot. In zijn tijd bij Heerenveen en ook bij Emmen eindigde hij diverse keren boven in de topscorerslijst van de eerste divisie. Ook scoorde De Jonge het 100.000ste doelpunt in het betaalde voetbal van Nederland.

### Emmen
Na zijn actieve carrière als speler ging hij bij Emmen aan de slag als hoofd opleidingen. Op 1 december 1998 werd hij gepromoveerd tot hoofdcoach bij Emmen. Gedurende het seizoen 2000/01, op 16 februari 2001, werd hij ontslagen door verschil van inzicht over het te voeren beleid en de tegenvallende resultaten, ondanks een verdienstelijke vijfde plaats. Emmen eindigde dat seizoen als elfde in de eerste divisie. De Jonge werd opgevolgd door Hennie Spijkerman.

### sc Heerenveen
Vervolgens ging De Jonge aan de slag bij  Heerenveen.  Daar ging hij weer de taak van assistent-trainer vervullen, in eerste instantie onder hoofdcoach Foppe de Haan en later onder Gertjan Verbeek.

### De Graafschap
Van 2 november 2005 tot 5 juni 2008 was De Jonge werkzaam als hoofdcoach bij De Graafschap, waar hij Gert Kruys opvolgde, die vanwege tegenvallende resultaten vertrok. De Jonge moest zorgen dat de rust weer terugkeerde op De Vijverberg. In de jaren voor zijn komst was het een komen en gaan van trainers en spelers. Door veel onverantwoorde aankopen zat De Graafschap met een grote schuldenlast.
De Jonge moest samen met technisch directeur Han Berger een nieuw team opbouwen en binnen enkele jaren terugkeren in de Eredivisie. In zijn eerste seizoen als hoofdcoach werd De Graafschap vijfde, maar wist in de play-offs niet te promoveren naar de Eredivisie.
Zijn tweede seizoen was succesvoller. In het begin van het seizoen waren de resultaten nog mager en RBC Roosendaal leek te ver uit te lopen om nog ingehaald te worden. Kort voor de winterstop begon echter een ijzersterke reeks van De Graafschap en liet RBC Roosendaal veel punten liggen. Vier wedstrijden voor het einde werd De Graafschap kampioen.
Zijn derde seizoen was hij voor het eerst hoofdtrainer in de eredivisie. Vóór de winterstop leek De Graafschap dé verrassing van de Eredivisie te worden. Echter ná de winterstop ging het bijna mis. De Graafschap eindigde als zestiende en was veroordeeld tot de nacompetitie. De Jonge slaagde erin om De Graafschap in de Eredivisie te houden.
De Jonge twijfelde echter over de toekomst van De Graafschap en wilde de ploeg met drie tot vier spelers versterken, maar daar was geen geld voor. Daarop besloot De Jonge, in overleg met het bestuur van De Graafschap, op 5 juni 2008 niet verder te gaan als hoofdtrainer van De Graafschap.

### Terugkeer sc Heerenveen
Op 24 juli 2008 werd bekendgemaakt dat De Jonge aan de slag ging als hoofd jeugdopleidingen bij Heerenveen. De Jonge tekende een contract voor drie jaar vanaf 1 augustus 2008.
Op 20 april 2009 werd door het Algemeen Dagblad bekendgemaakt dat De Jonge niet onwelwillend tegenover een functie bij Sparta Rotterdam zou staan. De Rotterdammers wilden De Jonge, die op dat moment nog een doorlopend contract had in Friesland, vastleggen als hoofdtrainer zodra de club zeker was van een nieuw jaar Eredivisie.
Op 31 augustus 2009 scheidden de wegen tussen Heerenveen en Trond Sollied. De Jonge nam de dag erna de taken van Trond Sollied tijdelijk waar, samen met een nieuwe assistent-trainer Gert Heerkes. Op 3 februari 2010 besloot De Jonge op te stappen als interim-trainer van sc Heerenveen vanwege tegenvallende resultaten. Directe aanleiding was de 3-1 nederlaag bij VVV-Venlo. "Het blijkt niet te werken. Ik geef daarom de opdracht terug aan het bestuur", aldus De Jonge. Hij nam zijn oude taken als hoofd jeugdopleidingen weer op. De Jonge werd opgevolgd door interim-coach Jan Everse.

### Heracles Almelo en Nea Salamina Famagusta
Op 21 juni 2013 werd bekend dat De Jonge de opvolger werd van de naar Vitesse vertrokken Peter Bosz. Hij tekende een contract van twee jaar bij Heracles Almelo. Op 31 augustus 2014 werd hij na de 2-1 nederlaag tegen Excelsior Rotterdam ontslagen in de Eredivisie 2014/15. Hij werd opgevolgd door John Stegeman.
De Jonge tekende in juni 2015 voor één seizoen bij Nea Salamina Famagusta, op dat moment actief op het hoogste niveau in Cyprus.

### VfL Bochum 1848 en FC Twente
Vervolgens ging De Jonge in het seizoen 2016/'17 aan de slag bij de Duitse VfL Bochum 1848, daar ging hij weer de taak van assistent-trainer vervullen, onder hoofdcoach Gertjan Verbeek.
Op 29 oktober 2017 werd bekend dat De Jonge assistent-trainer van FC Twente zou worden onder de tegelijkertijd aangestelde hoofdcoach Gertjan Verbeek. Na het ontslag van Verbeek op 26 maart 2018, werd ook De Jonge van het team afgehaald. Direct hierna werd hij aangesteld als veldtrainer bij het Turkse Eskişehirspor en als interim-trainer bij SC Genemuiden.

### De Treffers en Samsunspor
Vanaf het seizoen 2019/20 is hij de nieuwe coach van De Treffers uit Groesbeek. Hij tekende op 8 januari 2019 een contract voor één jaar. Dit werd verlengd tot medio 2022. 
In oktober 2021 vertrok De Jonge om assistent te worden van Fuat Çapa bij Samsunspor waar hij tot april 2022 bleef.

### Harkemase Boys en Safa
In november 2022 nam Harkemase Boys contact op met de vraag of hij interesse had om de opgestapte Wim Bakering op te volgen. De Jonge antwoordde positief en tekende voor twee jaar. Onder zijn leiding haalde Harkemase Boys tien punten uit vijf wedstrijden en steeg naar de middenmoot. Medio 2023 werd hij in Libanon trainer van Safa SC waar hij Johnny Jansen opvolgde. In september 2023 verliet hij de club na vier speelrondes om persoonlijke redenen.
Begin 2024 vertrekt hij daar na 10 wedstrijden.